# Décès en novembre 1987
Décès
- 1983
- 1984
- 1985
- 1986
- 1987
- 1988
- 1989
- 1990
- 1991

Pour une information complémentaire, voir la page d'aide.

| Date          | Nom                            | Activités                                    | Âge | Source            |
| ------------- | ------------------------------ | -------------------------------------------- | --- | ----------------- |
| date inconnue | Violet Aitken                  | Journaliste et suffragette britannique.      | 101 | (OCLC 1016848621) |
| 1er novembre  | René Lévesque                  | 23e Premier ministre du Québec               | 65  |                   |
| 1er novembre  | Pierre Matignon                | Coureur cycliste français.                   | 44  |                   |
| 3 novembre    | Danièle Gaubert                | Comédienne française                         | 44  |                   |
| 4 novembre    | Pierre Seghers                 | Poète français.                              | 81  |                   |
| 6 novembre    | Paul Broccardo                 | Coureur cycliste français.                   | 85  |                   |
| 11 novembre   | Liane Zimbler                  | architecte d'intérieur américaine.           | 95  |                   |
| 13 novembre   | Marie-Renée Chevallier-Kervern | Graveuse et peintre française.               | 85  |                   |
| 17 novembre   | Gladys Carson                  | Nageuse britannique.                         | 84  | (en)              |
| 18 novembre   | Jacques Anquetil               | Coureur cycliste français.                   | 53  |                   |
| 19 novembre   | Brand Blanshard                | Philosophe américain.                        | 95  | (en)              |
| 23 novembre   | Antonio Sastre                 | Footballeur argentin.                        | 76  |                   |
| 24 novembre   | Anton Pieck                    | artiste peintre et illustrateur néerlandais. | 92  |                   |
| 26 novembre   | Emmanuel Bondeville            | Compositeur français.                        | 89  |                   |
| 26 novembre   | Aldo Boffi                     | Footballeur italien.                         | 72  |                   |
| 29 novembre   | Irene Handl                    | Actrice britannique.                         | 85  |                   |